# 무릎 위의 여자
"무릎 위의 여자"는 1991년에 개봉한 대한민국의 영화이다.

## 캐스팅
- 이동준 : 병준 역
- 선우일란
- 주희아
- 최민금
- 박창숙
- 박부영
- 나갑성
- 유국
- 김미영
- 노지수
- 박경도